# بني نوكا (رسلان)
بني نوكا هي إحدى مشيخات المملكة المغربية، تتبع جغرافيا لإقليم بركان وإداريًا لرسلان. يقدر عدد سكانها بـ 2747 نسمة حسب الإحصاء الرسمي للسكان والسكنى لسنة 2004.